# Cégep
Cégep (skrót od Collège d'enseignement général et professionnel) - kolegium w prowincji Quebec. Nazwa dotyczy szkół publicznych ale potocznie jest używana dla analogicznych szkół prywatnych. Uczniowie są przyjmowani po ukończeniu 6-letniej szkoły podstawowej i 5-letniej szkoły średniej, czyli o rok wcześniej niż w innych prowincjach Kanady lub Polsce. Kolegium przygotowuje do studiów uniwersyteckich lub pracy w zawodach technicznych.
Studenci Cégepów otrzymują oceny Cote R.